# Medvědí bouda
Medvědí bouda (pův. německy Bärengrund Baude) je soukromý hotel v Krkonoších. Nachází se v Krkonošském národním parku asi 3 kilometry severoseverozápadně od Špindlerova Mlýna v nadmořské výšce 1 059 m n. m. Má popisné číslo 84 a leží na území hlavní části a katastrálního území města Špindlerův Mlýn v okrese Trutnov v Královéhradeckém kraji. Naproti přes cestu stojí na louce dvě chaty, čp. 125 a 125, příslušející však evidenčně a katastrálně již k Bedřichovu.

## Cykloturistické spojení
Na Medvědí boudu se lze dostat po cyklostezce č. K15, po turistické modré z Davidových bud a Špindlerovky, po turistické žluté z Brádlerových bud nebo po zelené od Dívčích lávek či od Labské boudy.